# Frans Paymans
F.J.M.C. (Frans) Paymans (Vught, 30 juli 1960) is een Nederlands voormalig voetballer.
Paymans speelde zijn hele professionele loopbaan in dienst van N.E.C.. Voor deze club speelde hij als verdediger 233 wedstrijden waarin hij 33 doelpunten maakte. Paymans stond bekend als een harde verdediger en liep geregeld tegen kaarten aan. Vlak na zijn debuut bij NEC verbleef hij onvrijwillig een periode in de DDR. Hij bezocht zijn vriendin, met wie hij ook zou trouwen, maar mocht door verkeerde papieren het land niet meer uit. Hierdoor miste Paymans de Europese wedstrijden tegen SK Brann Bergen en FC Barcelona. In het seizoen 1985/86 was zijn contract ontbonden en was hij uitbater van een café in Vught waar hij ook in de vierde klasse amateurs speelde. Een seizoen later keerde hij terug bij NEC en werd ook aanvoerder. In 1994 werd hij in zijn laatste wedstrijd van het veld gestuurd.
Na zijn spelersloopbaan werd hij trainer bij SCE, SCH, Yakumo (zaalvoetbal) en jeugdteams bij N.E.C.. Meest recent was hij werkzaam bij SV Orion en tot de zomer van 2011 voor wederom SCE. Daarnaast is hij werkzaam als coördinator op het speciaal onderwijs.
Zijn zoon Nick Paymans is oud-speler van FC Den Bosch. Bij de Nederlandse gemeenteraadsverkiezingen 2014 was Paymans lijstduwer voor De Nijmeegse Fractie.
Hij werd twee keer zwaar getroffen door kanker in 2011 en 2016 en door een Amerikaanse vrouw als stamceldonor leeft hij nog. Dit is allemaal te lezen in het boek “Het is een wedstrijd” dat in 2020 uit kwam.

## Clubs
- jeugd: TOP Oss
- 1983/85: NEC
- 1985/86: Zwaluw VFC
- 1986/94: NEC